# Argonauți

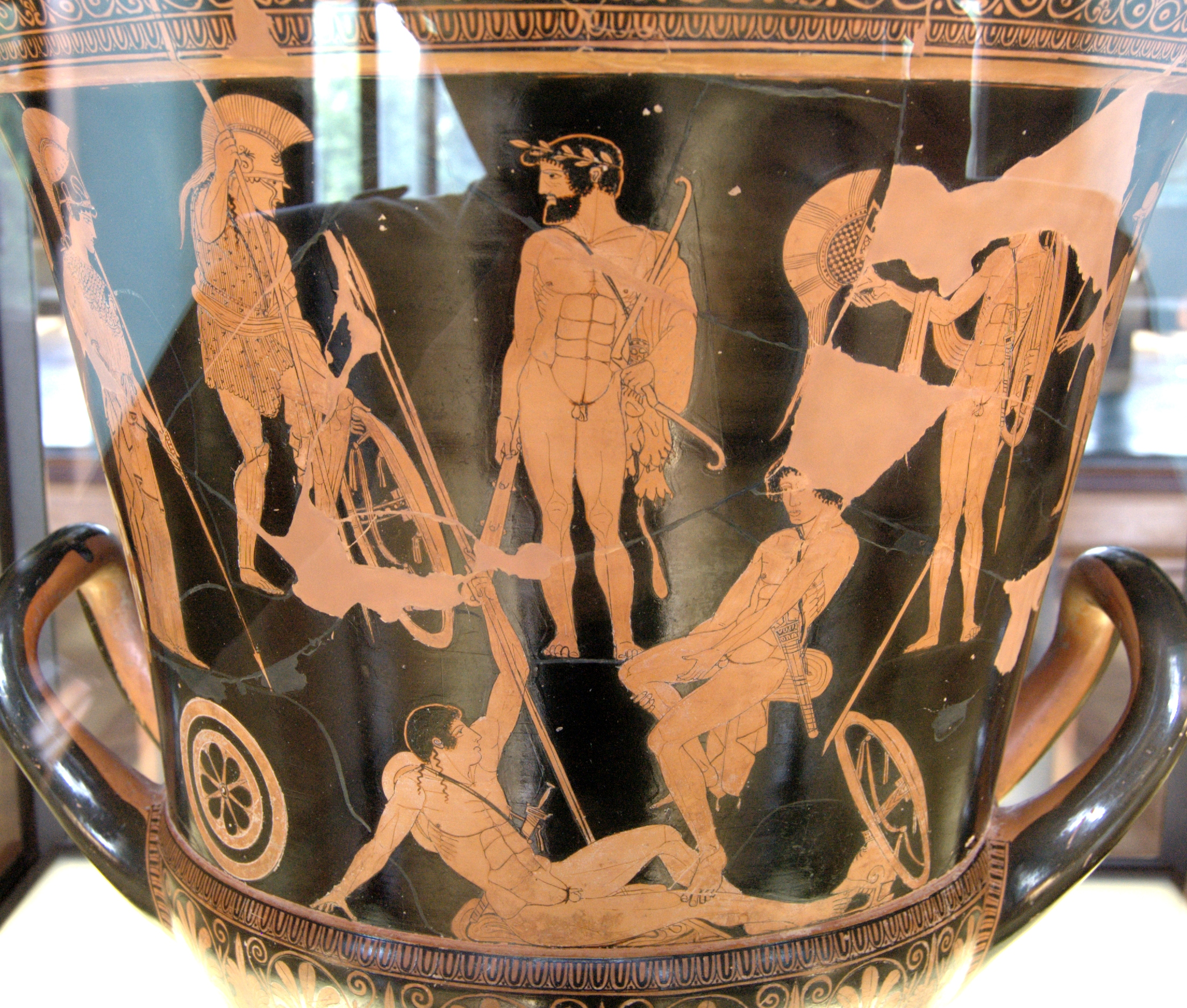
Vas cu adunarea argonauților. (460–450 î.Hr., Louvre)

Argonauții au fost în mitologia greacă cei 50 de eroi care, cu 50 de ani înainte de războiul Troiei, au alcătuit echipajul corabiei Argo. Printre ei se numărau: Heracle, Orfeu, Castor și Polux, Tezeu, Telamon, Peleus, etc.. Argonauții l-au însoțit pe Iason în faimoasa expediție organizată de acesta, la porunca lui Pelias, regele din Iolcos, care-i ceruse să-i aducă Lâna de Aur.
Argonautica (în greacă: Ἀργοναυτικά, romanizată: Argonautika) este un poem epic grecesc scris de Apollonius din Rodos în secolul al III-lea î.Hr, ce descrie pe larg aventurile argonauților.

## Echipaj
- Acastus
- Admetus
- Amphiaraos⁠(d)
- Argus⁠(d)
- Atalanta
- Augias⁠(d)
- Castor și Polux
- Deucalion⁠(d)
- Euphemus⁠(d)
- Filoctet⁠(d)
- Glaucos⁠(d)
- Heracle
- Hilas
- Iason
- Idas
- Idmon
- Lynceus⁠(d)
- Medeea (alăturată după recuperarea Lânii de aur)
- Meleagru
- Orfeu
- Peleus
- Piritou
- Polifem
- Telamon
- Tezeu
- Tiphys
- Zetes și Calaïs

## Mitologie

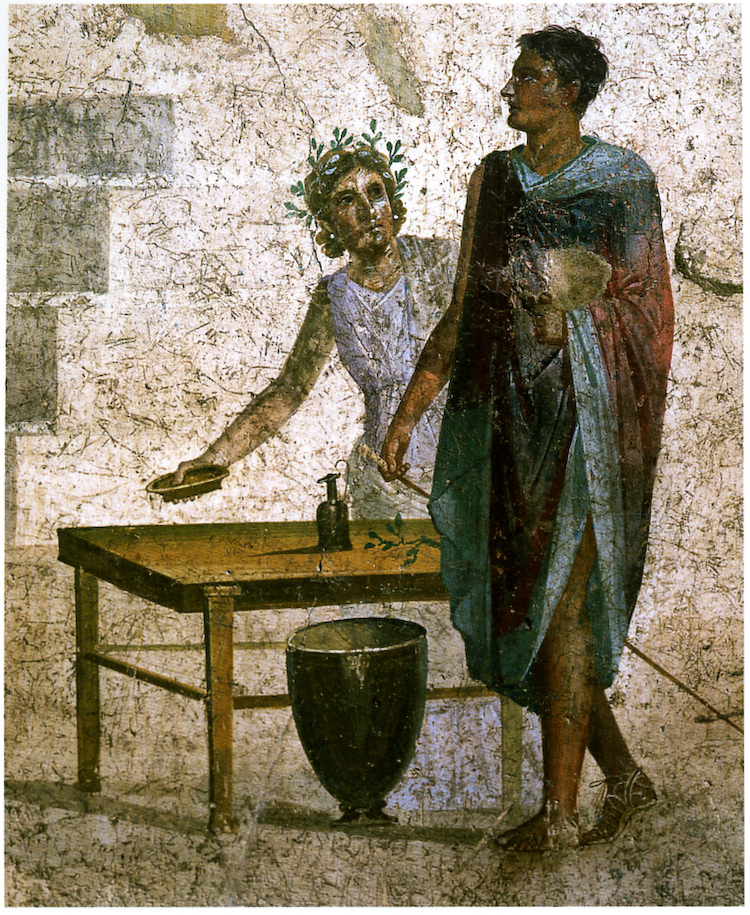
Frescă romană reprezentându-l pe Iason la curtea regelui Pelias.

După moartea regelui Cretheus, eolianul Pelias a uzurpat tronul de la fratele său vitreg, Aeson, și a devenit rege de Iolcos în Tesalia (lângă orașul modern Volos). Din cauza acestei fărădelegi, un oracol l-a avertizat că un descendent de-al lui Aeolus va căuta răzbunare. Pelias a ucis fiecare descendent proeminent al lui Aeolus, dar l-a cruțat pe Aeson datorită rugăminților mamei lor, Tyro. În schimb, Pelias l-a ținut prizonier pe Aeson și l-a forțat să renunțe la moștenirea sa. Aeson s-a căsătorit cu Alcimede, care i-a născut un fiu, pe nume Iason. Pelias a intenționat să ucidă imediat copilul, dar Alcimede și-a chemat rudele pentru a-l plânge ca și cum s-ar fi născut mort. Ea a simulat o înmormântare și a dus clandestin copilul pe Muntele Pelion. El a fost crescut de centaurul Chiron, antrenorul eroilor.
Când Iason avea 20 de ani, un oracol i-a ordonat să se îndrepte spre curtea cetății Iolcos. În timp ce călătorea, Iason și-a pierdut sandaua traversând râul noroios Anavros, în timp ce ajuta o bătrână (Hera deghizată). 
Un alt oracol l-a avertizat pe Pelias să fie în alertă împotriva unui bărbat cu un singur pantof. Pelias prezida un sacrificiu pentru Poseidon, la care participau mai mulți regi vecini. În mijlocul mulțimii se afla un tânăr înalt, îmbrăcat în piele de leopard, cu o singură sanda. Pelias a recunoscut că Iason era nepotul său. Nu l-a putut ucide deoarece erau prezenți regi proeminenți din familia Eolian. În schimb, l-a întrebat pe Iason: „Ce ai face dacă un oracol ar anunța că unul dintre concetățenii tăi ar fi destinat să te ucidă?”. Iason a răspuns că l-ar trimite să meargă să aducă Lâna de Aur, fără să știe că Hera îi pusese acele cuvinte în gură.
Iason a aflat mai târziu că Pelias era bântuit de fantoma lui Frix. Frix fugise din Orchomenus călare pe un berbec divin pentru a evita să fie sacrificat și s-a refugiat în Colchis, unde mai târziu i s-a refuzat o înmormântare corespunzătoare. Potrivit unui oracol, Iolcos nu avea să prospere niciodată dacă fantoma sa nu va fi adusă înapoi pe o corabie, împreună cu lâna de aur a berbecului. Această lână atârna acum de un copac din livada lui Ares din Colchis, păzită zi și noapte de un dragon. Pelias a jurat în fața lui Zeus că va renunța la tron la întoarcerea lui Iason, în timp ce se aștepta ca încercarea lui Iason de a fura Lâna de Aur să-i fie fatală. Cu toate acestea, Hera a acționat în favoarea lui Iason în timpul periculoasei călătorii.
Iason, împreună cu ceilalți 49 de membri ai echipajului său, a navigat de la Iolcos la Colchis pentru a lua lâna de aur.

### Călătoria
- 1. Femeile din Lemnos

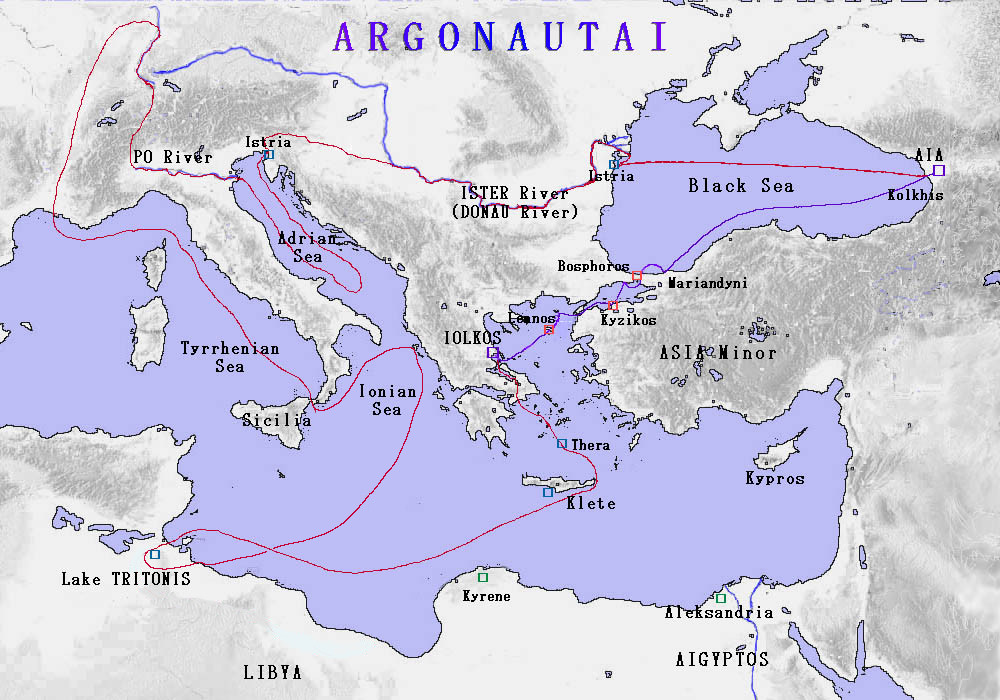
Călătoria legendară a argonauților. Aceștia ar fi navigat inclusiv pe Dunăre.

- 2. Pe insula Imbros - Argonauții află de Strâmtoarea Dardanele și de Laomedon, regele Troiei
- 3. Trecerea prin Strâmtoarea Dardanele, păzită de flota lui Laomedon
- 4. Dolionienii - Moartea lui Cyzicus
- 5. Concursul de vâslit
- 6. Pierderea lui Hylas, Heracle și Polyphemus
- 7. Meciul de box dintre Amycus și Polydeuces
- 8. Phineus și harpiile
- 9. Stâncile Simplegade
- 10. Regele Lycus - Moartea lui Idmon
- 11. Deilion, Autolycus și Phlogius
- 12. Păsările stimfalide - Întâlnirea cu fiii lui Frix
- 13. Întâlnirea cu Eetes - Medeea - Lâna de aur
- 14. Absyrtus întâmpină o soartă hidoasă - Mânia zeilor
- 15. Bătălia cu cinocefalii
- 16. Trecerea prin munți
- 17. Pe insula lui Circe
- 18. Insula Sirenelor - Butes și Afrodita
- 19. Între Scila și Caribda - Thetis își împrumută ajutorul
- 20. Argonauții la mila vântului
- 21. Pe insula Feacilor - Nunta lui Iason și a Medeei
- 22. O furtună îi împinge pe argonauți în Africa
- 23. Întâlnirea cu nimfele
- 24. În deșert, cu Argo pe umeri
- 25. La capătul lumii - Hesperidele
- 26. Triton își împrumută ajutorul
- 27. Întâlnirea cu gigantul de bronz - Moartea lui Talos
- 28. La stâncile negre - Anaphe
- 29. Calliste (Santorini) - răsplata lui Euphemus
- 30. Iolcos - Începutul și sfârșitul călătoriei